# O'Shea Jackson Jr.
O'Shea Jackson Jr. (n. 24 februarie 1991, Los Angeles, California, SUA), cunoscut și sub numele de scenă OMG, este un actor, rapper și compozitor american. Este fiul cel mai mare al lui Ice Cube și, la debutul său în lungmetraj, l-a interpretat pe tatăl său în filmul biografic din 2015, Straight Outta Compton.

## Tinerețe
Jackson s-a născut în Los Angeles, California, părinții lui fiind O'Shea Jackson Sr., mai cunoscut ca Ice Cube, și Kimberly Woodruff. Jackson a crescut în Valea San Fernando și este cel mai mare dintre cei patru copii. Are doi frați mai mici, Darrell — care este de asemenea rapper — și Shareef, precum și o soră mai mică, Kareema.
Ca și tatăl său, Jackson a urmat cursurile liceului William Howard Taft din Woodland Hills, California, pe care l-a absolvit în 2009.
Jackson a urmat cursurile Universității din California de Sud, unde a studiat scenaristica, dar a renunțat pentru a urma o carieră de actor.

## Carieră

### Filme de cinema
În iunie 2014, s-a anunțat că Jackson a fost distribuit în rolul tatălui său, Ice Cube, în Straight Outta Compton, un film biografic despre N.W.A. Filmul a fost lansat la 14 august 2015, cu recenzii pozitive. Jackson a fost remarcat pentru asemănarea fizică cu tatăl său, pe care Ice Cube i-a descris-o lui Jimmy Kimmel în octombrie 2014 ca fiind „perfectă. S-a născut pentru a juca rolul”.
În 2017, Jackson l-a interpretat pe Dan Pinto, scenarist aspirant, proprietar și iubit al Ingridei Thorburn, interpretată de Aubrey Plaza, în filmul Ingrid pleacă în vest. Mulți critici - inclusiv de la Los Angeles Times, Vulture și Collider - au comentat abilitățile lui Jackson de a atrage atenția în detrimentul altui actor.
În 2018, Jackson a jucat în Frăția hoților, alături de 50 Cent și Gerard Butler.
Jackson apare în două filme din mai 2019. Are un rol secundar ca Lance în comedia romantică N-ai șanse, frate! alături de Charlize Theron și Seth Rogen, interpretându-l pe cel mai bun prieten al personajului lui Rogen. În Godzilla II: Regele Monștrilor, îl interpretează pe Barnes, liderul Echipei G, grupul de forțe speciale militare specializat în bătălii care implică titani.
În 2019, Jackson a jucat alături de Michael B. Jordan, Jamie Foxx și Brie Larson în drama Doar dreptate. A interpretat rolul lui Anthony Ray Hinton, care a petrecut 30 de ani după gratii după ce a fost condamnat pe nedrept pentru crimă.

### Muzică
În 2010, Jackson și fratele său Darrell au apărut în piesele „She Couldn't Make It On Her Own” și „Y'all Know How I Am”, de pe albumul tatălui lor, I Am the West.
În martie 2012, Jackson, ca OMG, a lansat online primul său mixtape, Jackin' for Beats. Jazmine Gray de la revista Vibe a spus: „Fidel titlului său, debutantul în hip-hop își oferă propriile versuri peste ritmurile unora dintre cele mai populare piese ale anului. Caseta cu 10 piese îl prezintă pe fiul unei icoane hip-hop cu un început promițător.”
Într-un interviu acordat revistei XXL, Jackson a spus că „unii oameni spun că sun ca OMG. Nimeni nu m-a comparat și nici nu a încercat să mă pună laolaltă cu alți artiști.”
În 2015, Jackson a apărut în videoclipul piesei „Touch” a lui Pia Mia. A apărut și în videoclipul „Out of Love” al duetului american de hip hop Twenty88, promovând albumul lor de debut omonim.

### Televiziune
La 6 februarie 2018, Jackson a interpretat legenda hip-hop-ului Kool Herc într-un segment al serialului Drunk History.
La 4 octombrie 2019, Jackson a avut o apariție ca invitat la debutul WWE SmackDown pe Fox.
Jackson a jucat alături de Dave Franco în serialul de comedie The Now. Inițial, urma să fie lansat pe Quibi, dar a fost în cele din urmă lansat pe The Roku Channel la 10 decembrie 2021.
În serialul dramatic de baschet din 2021, Swagger, îl interpretează pe Ike Edwards, o fostă vedetă în ascensiune care se zbate să antreneze o tânără echipă de baschet. Serialul a avut premiera la 29 octombrie 2021 pe Apple TV+.
L-a interpretat pe Kawlan Roken în serialul Star Wars Obi-Wan Kenobi: Întoarcerea unui Jedi, disponibil în streaming pe Disney+.

## Viața personală
Jackson are o fiică, Jordan Reign Jackson, născută în august 2017 cu fosta sa iubită, Jackie Garcia.
Este fan al wrestlingului profesionist, al echipei Los Angeles Kings din NHL, al echipei Los Angeles Rams din NFL, al anime-urilor și al francizei Pokémon.

## Filmografie

### Film
| An   | Titlu                                    | Rol                                  | Note           |
| ---- | ---------------------------------------- | ------------------------------------ | -------------- |
| 2009 | Janky Promoters                          | DJ Dolla                             | nemenționat    |
| 2015 | Straight Outta Compton                   | Ice Cube                             |                |
| 2017 | Ingrid pleacă în vest (Ingrid Goes West) | Daniel "Dan" Pinto                   |                |
| 2018 | Den of Thieves                           | Donnie Wilson                        |                |
| 2019 | Long Shot                                | Lance                                |                |
| 2019 | Godzilla II: Regele Monștrilor           | Chief Warrant Officer Jackson Barnes |                |
| 2019 | Doar dreptate (Just Mercy)               | Anthony Ray Hinton                   |                |
| 2023 | Ursul narcoman (Cocaine Bear)            | Daveed                               | [ 29 ]         |
| 2025 | Den of Thieves 2: Pantera                | Donnie Wilson                        | [ 30 ]         |
| TBA  | Lone Wolf                                |                                      | Post-producție |

### Televiziune
| An        | Titlu                                 | Rol          | Note                       |
| --------- | ------------------------------------- | ------------ | -------------------------- |
| 2018      | Drunk History                         | DJ Kool Herc | 1 episod                   |
| 2021      | The Premise                           | Cooper       | 1 episod                   |
| 2021      | The Now                               | Coop         | Miniserie, 9 episoade      |
| 2021–2023 | Swagger                               | Ike          | Rol principal, 18 episoade |
| 2022      | Obi-Wan Kenobi: Întoarcerea unui Jedi | Kawlan Roken | Miniserie, 3 episoade      |

## Discografie
| An   | Titlu             | Tip     | Note                         |
| ---- | ----------------- | ------- | ---------------------------- |
| 2012 | Jackin' for Beats | Mixtape |                              |
| 2014 | "OMG"             | Single  | produs de Foreign Allegiance |
| 2015 | "Ain't No Place"  | Single  | produs de Foreign Allegiance |

Apariții ca invitat
| An   | Cântec                            | Artist                                            | Album         |
| ---- | --------------------------------- | ------------------------------------------------- | ------------- |
| 2010 | "She Couldn't Make It On Her Own" | Ice Cube (feat. OMG & Doughboy)                   | I Am the West |
| 2010 | "Y'all Know How I Am"             | Ice Cube (feat. OMG, Doughboy, WC & Young Maylay) | I Am the West |